# Једренски мир (1829)
Једренски мир је уговор о миру који су 2. септембра 1829. године потписали представници Русије и Османског царства. Овим уговором су се Османлије обавезале да дозволе да Србија анектира шест нахија које су током Првог српског устанка освојили српски устаници, као и да признају аутономију Грчке.
Мировни уговор из Једрена био је уговор којим је окончан Руско-турски рат (1828—1829). Уговор је потписан 14. јуна 1829. у Једрену. С руске стране потписници су били Алексеј Орлов и Фјодор Пален, а с турске Мехмед Садик и бег Абдул Кадир. Уговор је имао 16 тачака.
Према уговору је Османско царство морало Русији дати делту Дунава, а Русија је вратила градове Ахалцихе и Ахалкалаки, као и део обале Црног мора од делте реке Кубањ. Русији је признато право на део Грузије са Имеретијом, Мингрелијом и Гурија, те део Јерменије, тј. канате Јереван и Нахичеван, које је султан уступио Персији уговором из Туркманчана годину раније.
Уговором је Турска такође морала дозволити руским грађанима право слободне трговине на својој територији. Пловидба Дарданелима и Босфором отворена је свим трговачким бродовима. Турска је морала да исплати Русији у року од 18 месеци своту од 1.500.000 холандских гулдена на име ратне одштете.
Султан је такође морао дати аутономију Србији и кнежевинама Молдавији и Влашкој, које су формално остале под Турском, али је Султан морао гарантовати њихов напредак и пуну слободу трговине. Руска војска је остала у Молдавији и Влашкој како би надгледала процес реформи. Турска се такође обавезала дати аутономију Грчкој.